# Coupe du monde de ski acrobatique 1988-1989
Navigation
Édition précédente Édition suivante
La Coupe du monde de ski acrobatique 1988-1989 est la dixième édition de la Coupe du monde de ski acrobatique organisée par la Fédération internationale de ski. Elle inclut quatre épreuves : les bosses, le saut acrobatique, le ballet et le combiné, une combinaison des trois autres.
 
La suisse Conny Kissling conserve son titre alors que le canadien Chris Simboli (pl) le remporte pour la première fois. 

## Déroulement de la compétition
La saison est composée de dix étapes, quatre en Amérique du Nord et six en Europe (l'Asie qui faisait son entrée sur le circuit la saison précédente n'est plus représentée), et se déroule du 9 décembre 1988 au 24 mars 1989. Pour chacune d'entre elles, pour les femmes comme pour les hommes, il y a trois épreuves et quatre podiums : le saut acrobatique, le ski de bosses, le ballet (ou acroski)) et le combiné qui est la combinaison des résultats des trois autres. L'épreuve finale du saut acrobatique masculin à Suomu ne peut pas avoir lieu, il manque donc une épreuve de saut acrobatique et un combiné par rapport au femmes.
De plus la saison est interrompue début mars par la seconde édition des championnats du monde qui se déroulent à Oberjoch,,.
Sextuple tenante du titre, la suisse Conny Kissling conserve une nouvelle fois son titre. Chez les hommes le canadien Chris Simboli (pl) détrône le triple tenant du titre Éric Laboureix. Après quatre saisons consécutives terminées sur le podium, il décroche le titre lors de sa dernière saison professionnelle.
| \| Mont Gabriel Lake Placid Calgary Breckenridge \| Sites des compétitions de ski acrobatique en Amérique du Nord |
| Mont Gabriel Lake Placid Calgary Breckenridge                                                                     |

| Mont Gabriel Lake Placid Calgary Breckenridge |

| \| Tignes La Plagne La Clusaz \| Sites des compétitions de ski acrobatique dans les Alpes |
| Tignes La Plagne La Clusaz                                                                |

| Tignes La Plagne La Clusaz |

| \| Voss Åre Suomu \| Sites des compétitions en Fennoscandinavie |
| Voss Åre Suomu                                                  |

| Voss Åre Suomu |

| \| Mont Gabriel Lake Placid Calgary Breckenridge \| Sites des compétitions de ski acrobatique en Amérique du Nord |
| Mont Gabriel Lake Placid Calgary Breckenridge                                                                     |

| Mont Gabriel Lake Placid Calgary Breckenridge |

| \| Tignes La Plagne La Clusaz \| Sites des compétitions de ski acrobatique dans les Alpes |
| Tignes La Plagne La Clusaz                                                                |

| Tignes La Plagne La Clusaz |

| \| Voss Åre Suomu \| Sites des compétitions en Fennoscandinavie |
| Voss Åre Suomu                                                  |

| Voss Åre Suomu |

## Classements

### Général
| Rang | Nom                     | Points |
| ---- | ----------------------- | ------ |
| 1    | Chris Simboli (pl)      | 58.00  |
| 2    | Scott Ogren (es)        | 56.00  |
| 3    | Alain LaRoche           | 46.00  |
| 4    | Éric Laboureix          | 42.00  |
| 5    | Hermann Reitberger (de) | 25.00  |

| Rang | Nom                  | Points |
| ---- | -------------------- | ------ |
| 1    | Conny Kissling       | 29.00  |
| 2    | Meredith Gardner     | 23.00  |
| 3    | Melanie Palenik (it) | 25.00  |
| 4    | Jan Bucher           | 12.00  |
| 5    | Raphaëlle Monod      | 11.00  |

### Saut acrobatique
La compétition est très serrée chez les femmes entre la française Catherine Lombard, l'allemande Sonja Reichart (de) et l'américaine Melanie Palenik (en). C'est finalement la française qui remporte le plus de victoires (quatre) et le titre. Chez les hommes le norvégien Tor Skeie (en) réalise sa saison la plus aboutie en remportant ses trois seules épreuves mondiales en carrière et le titre de la spécialité.
| Rang | Nom               | Points |
| ---- | ----------------- | ------ |
| 1    | Tor Skeie (en)    | 143.00 |
| 2    | Philippe LaRoche  | 138.00 |
| 3    | Didier Méda       | 136.00 |
| 4    | Andre Ouimet      | 127.00 |
| 5    | Trace Worthington | 125.00 |

| Rang | Nom                  | Points |
| ---- | -------------------- | ------ |
| 1    | Catherine Lombard    | 77.00  |
| 2    | Sonja Reichart (de)  | 77.00  |
| 3    | Melanie Palenik (en) | 75.00  |
| 4    | Meredith Gardner     | 68.00  |
| 5    | Edel Hovland         | 50.00  |

### Ballet
Avec l'arrêt de la complétion de Christine Rossi à la fin de la saison précédente, le titre féminin se joue entre l'américaine Jan Bucher et la suisse Conny Kissling qui trustent toutes les premières et secondes places des dix étapes à l'exception d'une (laissée à Lucie Barma). C'est l'américaine qui en remporte le plus (sept contre quatre, les deux ayant fini ex-æquo à Lake Placid) et qui s'adjuge le titre.
| Rang | Nom                     | Points |
| ---- | ----------------------- | ------ |
| 1    | Hermann Reitberger (de) | 174.00 |
| 2    | Lane Spina (en)         | 168.00 |
| 3    | Rune Kristiansen (de)   | 165.00 |
| 4    | Richard Pierce          | 152.00 |
| 5    | Dave Walker             | 151.00 |

| Rang | Nom              | Points |
| ---- | ---------------- | ------ |
| 1    | Jan Bucher       | 84.00  |
| 2    | Conny Kissling   | 81.00  |
| 3    | Lucie Barma      | 69.00  |
| 4    | Besty Reid       | 61.00  |
| 5    | Meredith Gardner | 58.00  |

### Bosses
Chez les hommes l'américain Nelson Carmichael et le français Edgar Grospiron se livre un duel acharné, remportant chacun quatre victoires, qu'ils complètent tous deux par trois secondes places et une troisième place. Carmichel conserve finalement son titre pour un point, alors que la dernière course de Suomu est annulée. Chez les femmes, la française Raphaëlle Monod récupère son titre gagné en 1987 mais cédé en 1988 à Stine Lise Hattestad.
| Rang | Nom                | Points |
| ---- | ------------------ | ------ |
| 1    | Nelson Carmichael  | 173.00 |
| 2    | Edgar Grospiron    | 172.00 |
| 3    | Hans Engelsen Eide | 142.00 |
| 4    | Bruno Bertrand     | 136.00 |
| 5    | Leif Persson       | 133.00 |

| Rang | Nom                   | Points |
| ---- | --------------------- | ------ |
| 1    | Raphaëlle Monod       | 77.00  |
| 2    | Donna Weinbrecht      | 76.00  |
| 3    | Tatjana Mittermayer   | 68.00  |
| 4    | Silvia Marciandi (it) | 67.00  |
| 5    | Leelee Morrisson (pl) | 66.00  |

### Combiné
Chez les femmes la suisse Conny Kissling remporte son sixième titre consécutif grâce à cinq victoires et quatre seconde places en dix manches. Chez les hommes après avoir remporté les quatre premiers concours, le Français Éric Laboureix doit mettre un terme à sa saison. Le canadien Chris Simboli (pl) en profite pour remporter le tire, sans s'être imposée dans une seule des neufs étapes mais grâce à ses six deuxièmes places et ses deux troisièmes places.
| Rang | Nom                | Points |
| ---- | ------------------ | ------ |
| 1    | Chris Simboli (pl) | 84.00  |
| 2    | Scott Ogren (es)   | 83.00  |
| 3    | Alain LaRoche      | 82.00  |
| 4    | Scott Harrington   | 69.00  |
| 5    | Éric Laboureix     | 60.00  |

| Rang | Nom                  | Points |
| ---- | -------------------- | ------ |
| 1    | Conny Kissling       | 54.00  |
| 2    | Melanie Palenik (en) | 52.00  |
| 3    | Meredith Gardner     | 48.00  |
| 4    | Jilly Curry          | 35.00  |
| 5    | Véronique Granier    | 15.00  |

## Calendrier et podiums

### Hommes
| Date                                     | Lieu         | Épreuve  | Vainqueur               | Second                  | Troisième             |
| ---------------------------------------- | ------------ | -------- | ----------------------- | ----------------------- | --------------------- |
| 9 décembre 1988                          | Tignes       | Bosses   | Nelson Carmichael       | Bernard Brandt          | Olivier Allamand      |
| 10 décembre 1988                         | Tignes       | Ballet,  | Rune Kristiansen (de)   | Hubert Sewald           | Lane Spina (en)       |
| 11 décembre 1988                         | Tignes       | Saut     | Andre Ouimet            | Éric Laboureix          | Philippe LaRoche      |
| 11 décembre 1988                         | Tignes       | Combiné  | Éric Laboureix          | Alain LaRoche           | Chris Simboli (pl)    |
| 16 décembre 1988                         | La Plagne    | Ballet,  | Hermann Reitberger (de) | Lane Spina (en)         | Roberto Franco (en)   |
| 17 décembre 1988                         | La Plagne    | Bosses   | Nelson Carmichael       | Edgar Grospiron         | Thomas Kristiansson   |
| 18 décembre 1988                         | La Plagne    | Saut     | Tor Skeie (en)          | John Ross               | Andre Ouimet          |
| 18 décembre 1988                         | La Plagne    | Combiné, | Éric Laboureix          | Oleg Isakov             | Scott Ogren (pl)      |
| 6 janvier 1989                           | Mont Gabriel | Ballet,  | Hermann Reitberger (de) | Rune Kristiansen (de)   | Lane Spina (en)       |
| 7 janvier 1989                           | Mont Gabriel | Bosses   | Hans Engelsen Eide      | Nelson Carmichael       | Edgar Grospiron       |
| 8 janvier 1989                           | Mont Gabriel | Saut     | John Ross               | Philippe LaRoche        | Andre Ouimet          |
| 8 janvier 1989                           | Mont Gabriel | Combiné  | Éric Laboureix          | Chris Simboli (pl)      | Alain LaRoche         |
| 13 janvier 1989                          | Lake Placid  | Bosses   | Nelson Carmichael       | Edgar Grospiron         | Scott Ogren (pl)      |
| 14 janvier 1989                          | Lake Placid  | Ballet,  | Hermann Reitberger (de) | Rune Kristiansen (de)   | Lane Spina (en)       |
| 15 janvier 1989                          | Lake Placid  | Saut     | Tor Skeie (en)          | Lloyd Langlois          | Alain LaRoche         |
| 15 janvier 1989                          | Lake Placid  | Combiné  | Éric Laboureix          | Chris Simboli (pl)      | Alain LaRoche         |
| 20 janvier 1989                          | Calgary      | Ballet,  | Hermann Reitberger (de) | Dave Walker             | Lane Spina (en)       |
| 21 janvier 1989                          | Calgary      | Saut     | Tor Skeie (en)          | Trace Worthington       | Lloyd Langlois        |
| 22 janvier 1989                          | Calgary      | Bosses   | Edgar Grospiron         | Nelson Carmichael       | Bruno Bertrand        |
| 22 janvier 1989                          | Calgary      | Combiné  | Alain Laroche           | Chris Simboli (pl)      | Scott Ogren (pl)      |
| 27 janvier 1989                          | Breckenridge | Ballet,  | Lane Spina (en)         | Hermann Reitberger (de) | Chris Simboli (pl)    |
| 28 janvier 1989                          | Breckenridge | Bosses   | Edgar Grospiron         | Leif Persson            | Mark Moeller          |
| 29 janvier 1989                          | Breckenridge | Saut     | Philippe LaRoche        | Didier Méda             | Andreas Schönbächler  |
| 29 janvier 1989                          | Breckenridge | Combiné  | Scott Ogren (pl)        | Chris Simboli (pl)      | Alain Laroche         |
| 10 février 1989                          | La Clusaz    | Ballet,  | Hermann Reitberger (de) | Dave Walker             | Nelson Finstad        |
| 11 février 1989                          | La Clusaz    | Saut     | Jean-Marc Rozon         | Tor Skeie (en)          | Didier Méda           |
| 12 février 1989                          | La Clusaz    | Bosses   | Edgar Grospiron         | Nelson Carmichael       | Leif Persson          |
| 12 février 1989                          | La Clusaz    | Combiné  | Scott Ogren (pl)        | Chris Simboli (pl)      | Klaus Pescolderung    |
| Mondiaux d'Oberjoch (1er au 5 mars 1989) |              |          |                         |                         |                       |
| 10 mars 1989                             | Voss         | Ballet,  | Hermann Reitberger (de) | Lane Spina (en)         | Rune Kristiansen (de) |
| 11 mars 1989                             | Voss         | Bosses   | Nelson Carmichael       | Hans Engelsen Eide      | Scott Ogren (pl)      |
| 12 mars 1989                             | Voss         | Saut     | Didier Méda             | Trace Worthington       | Jean-Marc Bacquin     |
| 12 mars 1989                             | Voss         | Combiné  | Scott Ogren (pl)        | Chris Simboli (pl)      | Scott Harrington      |
| 16 mars 1989                             | Åre          | Ballet   | Lane Spina (en)         | Richard Pierce          | Dave Walker           |
| 17 mars 1989                             | Åre          | Bosses   | Nelson Carmichael       | Edgar Grospiron         | Youri Gilg            |
| 18 mars 1989                             | Åre          | Saut     | Russ Magnanti           | Trace Worthington       | Didier Méda           |
| 18 mars 1989                             | Åre          | Combiné  | Youri Gilg              | Timo Kanninen           | Chris Simboli (pl)    |
| 22 mars 1989                             | Suomu        | Ballet   | Rune Kristiansen (de)   | Lane Spina (en)         | Richard Pierce        |
| 23 mars 1989                             | Suomu        | Bosses   | Edgar Grospiron         | Jürg Biner (pl)         | Nelson Carmichael     |

### Femmes
| Date                                     | Lieu         | Épreuve | Vainqueur                 | Second                | Troisième                 |
| ---------------------------------------- | ------------ | ------- | ------------------------- | --------------------- | ------------------------- |
| 9 décembre 1988                          | Tignes       | Bosses  | Raphaëlle Monod           | Stine Lise Hattestad  | Liz McIntyre              |
| 10 décembre 1988                         | Tignes       | Ballet  | Conny Kissling            | Lucie Barma           | Viviane Dictus            |
| 11 décembre 1988                         | Tignes       | Saut    | Susanna Antonsson         | Meredith Gardner      | Catherine Lombard         |
| 11 décembre 1988                         | Tignes       | Combiné | Meredith Gardner          | Conny Kissling        | Melanie Palenik (en)      |
| 16 décembre 1988                         | La Plagne    | Ballet  | Conny Kissling            | Jan Bucher            | Besty Reid                |
| 17 décembre 1988                         | La Plagne    | Bosses  | Stine Lise Hattestad      | Silvia Marciandi (it) | Donna Weinbrecht          |
| 18 décembre 1988                         | La Plagne    | Saut    | Sonja Reichart (de)       | Melanie Palenik (en)  | Meredith Gardner          |
| 18 décembre 1988                         | La Plagne    | Combiné | Conny Kissling            | Melanie Palenik (en)  | Meredith Gardner          |
| 6 janvier 1989                           | Mont Gabriel | Ballet  | Jan Bucher                | Conny Kissling        | Meredith Gardner          |
| 7 janvier 1989                           | Mont Gabriel | Bosses  | Donna Weinbrecht          | Tatjana Mittermayer   | Birgit Stein-Keppler (de) |
| 8 janvier 1989                           | Mont Gabriel | Saut    | Catherine Lombard         | Sonja Reichart (de)   | Meredith Gardner          |
| 8 janvier 1989                           | Mont Gabriel | Combiné | Melanie Palenik (en)      | Conny Kissling        | Shannon Carrey            |
| 13 janvier 1989                          | Lake Placid  | Bosses  | Stine Lise Hattestad      | Donna Weinbrecht      | Tatjana Mittermayer       |
| 14 janvier 1989                          | Lake Placid  | Ballet  | Jan Bucher Conny Kissling |                       | Besty Reid                |
| 15 janvier 1989                          | Lake Placid  | Saut    | Melanie Palenik (en)      | Jodie Spiegel         | Hiroko Fujii (de)         |
| 15 janvier 1989                          | Lake Placid  | Combiné | Conny Kissling            | Melanie Palenik (en)  | Meredith Gardner          |
| 20 janvier 1989                          | Calgary      | Ballet  | Jan Bucher                | Conny Kissling        | Lucie Barma               |
| 21 janvier 1989                          | Calgary      | Saut    | Catherine Lombard         | Meredith Gardner      | Edel Hovland              |
| 22 janvier 1989                          | Calgary      | Bosses  | Leelee Morrisson (pl)     | Donna Weinbrecht      | Silvia Marciandi (it)     |
| 22 janvier 1989                          | Calgary      | Combiné | Conny Kissling            | Meredith Gardner      | Melanie Palenik (en)      |
| 27 janvier 1989                          | Breckenridge | Ballet  | Jan Bucher                | Conny Kissling        | Lucie Barma               |
| 28 janvier 1989                          | Breckenridge | Bosses  | Leelee Morrisson (pl)     | Raphaëlle Monod       | Stine Lise Hattestad      |
| 29 janvier 1989                          | Breckenridge | Saut    | Catherine Lombard         | Meredith Gardner      | Susanna Antonsson         |
| 29 janvier 1989                          | Breckenridge | Combiné | Melanie Palenik (en)      | Meredith Gardner      | Tarsha Ebbern (pl)        |
| 10 février 1989                          | La Clusaz    | Ballet  | Jan Bucher                | Conny Kissling        | Julia Snell (pl)          |
| 11 février 1989                          | La Clusaz    | Saut    | Sonja Reichart (de)       | Catherine Lombard     | Meredith Gardner          |
| 12 février 1989                          | La Clusaz    | Bosses  | Raphaëlle Monod           | Tatjana Mittermayer   | Donna Weinbrecht          |
| 12 février 1989                          | La Clusaz    | Combiné | Meredith Gardner          | Conny Kissling        | Véronique Granier         |
| Mondiaux d'Oberjoch (1er au 5 mars 1989) |              |         |                           |                       |                           |
| 10 mars 1989                             | Voss         | Ballet  | Jan Bucher                | Conny Kissling        | Lucie Barma               |
| 11 mars 1989                             | Voss         | Bosses  | Raphaëlle Monod           | Leelee Morrisson (pl) | Donna Weinbrecht          |
| 12 mars 1989                             | Voss         | Saut    | Sonja Reichart (de)       | Edel Hovland          | Melanie Palenik (en)      |
| 12 mars 1989                             | Voss         | Combiné | Melanie Palenik (en)      | Conny Kissling        | Meredith Gardner          |
| 16 mars 1989                             | Åre          | Ballet  | Conny Kissling            | Jan Bucher            | Lucie Barma               |
| 17 mars 1989                             | Åre          | Bosses  | Silvia Marciandi (it)     | Tatjana Mittermayer   | Raphaëlle Monod           |
| 18 mars 1989                             | Åre          | Saut    | Melanie Palenik (en)      | Jodie Spiegel         | Sonja Reichart (de)       |
| 18 mars 1989                             | Åre          | Combiné | Conny Kissling            | Melanie Palenik (en)  | Meredith Gardner          |
| 22 mars 1989                             | Suomu        | Ballet  | Jan Bucher                | Conny Kissling        | Nadège Ferrier            |
| 23 mars 1989                             | Suomu        | Bosses  | Donna Weinbrecht          | Raphaëlle Monod       | Lise Benberg              |
| 24 mars 1989                             | Suomu        | Saut    | Catherine Lombard         | Sonja Reichart (de)   | Melanie Palenik (en)      |
| 24 mars 1989                             | Suomu        | Combiné | Conny Kissling            | Melanie Palenik (en)  | Meredith Gardner          |

### Résultats officiels
1. ↑  (en) « Tignes (FRA) World Cup - Men's moguls », sur fis-ski.com (consulté le 25 août 2020)
2. ↑  (en) « Tignes (FRA) World Cup - Men's acro », sur fis-ski.com (consulté le 25 août 2020)
3. ↑  (en) « Tignes (FRA) World Cup - Men's aerials », sur fis-ski.com (consulté le 25 août 2020)
4. ↑  (en) « Tignes (FRA) World Cup - Men's combined », sur fis-ski.com (consulté le 25 août 2020)
5. ↑  (en) « La Plagne (FRA) World Cup - Men's acro », sur fis-ski.com (consulté le 25 août 2020)
6. ↑  (en) « La Plagne (FRA) World Cup - Men's moguls », sur fis-ski.com (consulté le 25 août 2020)
7. ↑  (en) « La Plagne (FRA) World Cup - Men's aerials », sur fis-ski.com (consulté le 25 août 2020)
8. ↑  (en) « La Plagne (FRA) World Cup - Men's combined », sur fis-ski.com (consulté le 25 août 2020)
9. ↑  (en) « Mt. Gabriel (CAN) World Cup - Men's acro », sur fis-ski.com (consulté le 25 août 2020)
10. ↑  (en) « Mt. Gabriel (CAN) World Cup - Men's moguls », sur fis-ski.com (consulté le 25 août 2020)
11. ↑  (en) « Mt. Gabriel (CAN) World Cup - Men's aerials », sur fis-ski.com (consulté le 25 août 2020)
12. ↑  (en) « Mt. Gabriel (CAN) World Cup - Men's combined », sur fis-ski.com (consulté le 25 août 2020)
13. ↑  (en) « Lake Placid (USA) World Cup - Men's moguls », sur fis-ski.com (consulté le 25 août 2020)
14. ↑  (en) « Lake Placid (USA) World Cup - Men's acro », sur fis-ski.com (consulté le 25 août 2020)
15. ↑  (en) « Lake Placid (USA) World Cup - Men's aerials », sur fis-ski.com (consulté le 25 août 2020)
16. ↑  (en) « Lake Placid (USA) World Cup - Men's combined », sur fis-ski.com (consulté le 25 août 2020)
17. ↑  (en) « Calgary (CAN) World Cup - Men's acro », sur fis-ski.com (consulté le 25 août 2020)
18. ↑  (en) « Calgary (CAN) World Cup - Men's aerials », sur fis-ski.com (consulté le 25 août 2020)
19. ↑  (en) « Calgary (CAN) World Cup - Men's moguls », sur fis-ski.com (consulté le 25 août 2020)
20. ↑  (en) « Calgary (CAN) World Cup - Men's combined », sur fis-ski.com (consulté le 25 août 2020)
21. ↑  (en) « Breckenridge (USA) World Cup - Men's acro », sur fis-ski.com (consulté le 25 août 2020)
22. ↑  (en) « Breckenridge (USA) World Cup - Men's moguls », sur fis-ski.com (consulté le 25 août 2020)
23. ↑  (en) « Breckenridge (USA) World Cup - Men's aerials », sur fis-ski.com (consulté le 25 août 2020)
24. ↑  (en) « Breckenridge (USA) World Cup - Men's combined », sur fis-ski.com (consulté le 25 août 2020)
25. ↑  (en) « La Clusaz (FRA) World Cup - Men's acro », sur fis-ski.com (consulté le 25 août 2020)
26. ↑  (en) « La Clusaz (FRA) World Cup - Men's aerials », sur fis-ski.com (consulté le 25 août 2020)
27. ↑  (en) « La Clusaz (FRA) World Cup - Men's moguls », sur fis-ski.com (consulté le 25 août 2020)
28. ↑  (en) « La Clusaz (FRA) World Cup - Men's combined », sur fis-ski.com (consulté le 25 août 2020)
29. ↑  (en) « Voss (NOR) World Cup - Men's acro », sur fis-ski.com (consulté le 25 août 2020)
30. ↑  (en) « Voss (NOR) World Cup - Men's moguls », sur fis-ski.com (consulté le 25 août 2020)
31. ↑  (en) « Voss (NOR) World Cup - Men's aerials », sur fis-ski.com (consulté le 25 août 2020)
32. ↑  (en) « Voss (NOR) World Cup - Men's combined », sur fis-ski.com (consulté le 25 août 2020)
33. ↑  (en) « Are (SWE) World Cup - Men's acro », sur fis-ski.com (consulté le 25 août 2020)
34. ↑  (en) « Are (SWE) World Cup - Men's moguls », sur fis-ski.com (consulté le 25 août 2020)
35. ↑  (en) « Are (SWE) World Cup - Men's aerials », sur fis-ski.com (consulté le 25 août 2020)
36. ↑  (en) « Are (SWE) World Cup - Men's combined », sur fis-ski.com (consulté le 25 août 2020)
37. ↑  (en) « Suomu (FIN) World Cup - Men's acro », sur fis-ski.com (consulté le 25 août 2020)
38. ↑  (en) « Suomu (FIN) World Cup - Men's moguls », sur fis-ski.com (consulté le 25 août 2020)
39. ↑  (en) « Tignes (FRA) World Cup - Women's moguls », sur fis-ski.com (consulté le 26 août 2020)
40. ↑  (en) « Tignes (FRA) World Cup - Women's acro », sur fis-ski.com (consulté le 26 août 2020)
41. ↑  (en) « Tignes (FRA) World Cup - Women's aerials », sur fis-ski.com (consulté le 26 août 2020)
42. ↑  (en) « Tignes (FRA) World Cup - Women's combined », sur fis-ski.com (consulté le 26 août 2020)
43. ↑  (en) « La Plagne (FRA) World Cup - Women's acro », sur fis-ski.com (consulté le 26 août 2020)
44. ↑  (en) « La Plagne (FRA) World Cup - Women's moguls », sur fis-ski.com (consulté le 26 août 2020)
45. ↑  (en) « La Plagne (FRA) World Cup - Women's aerials », sur fis-ski.com (consulté le 26 août 2020)
46. ↑  (en) « La Plagne (FRA) World Cup - Women's combined », sur fis-ski.com (consulté le 26 août 2020)
47. ↑  (en) « Mt. Gabriel (CAN) World Cup - Women's acro », sur fis-ski.com (consulté le 26 août 2020)
48. ↑  (en) « Mt. Gabriel (CAN) World Cup - Women's moguls », sur fis-ski.com (consulté le 26 août 2020)
49. ↑  (en) « Mt. Gabriel (CAN) World Cup - Women's aerials », sur fis-ski.com (consulté le 26 août 2020)
50. ↑  (en) « Mt. Gabriel (CAN) World Cup - Women's combined », sur fis-ski.com (consulté le 26 août 2020)
51. ↑  (en) « Lake Placid (USA) World Cup - Women's moguls », sur fis-ski.com (consulté le 26 août 2020)
52. ↑  (en) « Lake Placid (USA) World Cup - Women's acro », sur fis-ski.com (consulté le 26 août 2020)
53. ↑  (en) « Lake Placid (USA) World Cup - Women's aerials », sur fis-ski.com (consulté le 26 août 2020)
54. ↑  (en) « Lake Placid (USA) World Cup - Women's combined », sur fis-ski.com (consulté le 26 août 2020)
55. ↑  (en) « Calgary (CAN) World Cup - Women's acro », sur fis-ski.com (consulté le 26 août 2020)
56. ↑  (en) « Calgary (CAN) World Cup - Women's aerials », sur fis-ski.com (consulté le 26 août 2020)
57. ↑  (en) « Calgary (CAN) World Cup - Women's moguls », sur fis-ski.com (consulté le 26 août 2020)
58. ↑  (en) « Calgary (CAN) World Cup - Women's combined », sur fis-ski.com (consulté le 26 août 2020)
59. ↑  (en) « Breckenridge (USA) World Cup - Women's acro », sur fis-ski.com (consulté le 26 août 2020)
60. ↑  (en) « Breckenridge (USA) World Cup - Women's moguls », sur fis-ski.com (consulté le 26 août 2020)
61. ↑  (en) « Breckenridge (USA) World Cup - Women's aerials », sur fis-ski.com (consulté le 26 août 2020)
62. ↑  (en) « Breckenridge (USA) World Cup - Women's combined », sur fis-ski.com (consulté le 26 août 2020)
63. ↑  (en) « La Clusaz (FRA) World Cup - Women's acro », sur fis-ski.com (consulté le 26 août 2020)
64. ↑  (en) « La Clusaz (FRA) World Cup - Women's aerials », sur fis-ski.com (consulté le 26 août 2020)
65. ↑  (en) « La Clusaz (FRA) World Cup - Women's moguls », sur fis-ski.com (consulté le 26 août 2020)
66. ↑  (en) « La Clusaz (FRA) World Cup - Women's combined », sur fis-ski.com (consulté le 26 août 2020)
67. ↑  (en) « Voss (NOR) World Cup - Women's acro », sur fis-ski.com (consulté le 26 août 2020)
68. ↑  (en) « Voss (NOR) World Cup - Women's moguls », sur fis-ski.com (consulté le 26 août 2020)
69. ↑  (en) « Voss (NOR) World Cup - Women's aerials », sur fis-ski.com (consulté le 26 août 2020)
70. ↑  (en) « Voss (NOR) World Cup - Women's combined », sur fis-ski.com (consulté le 26 août 2020)
71. ↑  (en) « Are (SWE) World Cup - Women's acro », sur fis-ski.com (consulté le 26 août 2020)
72. ↑  (en) « Are (SWE) World Cup - Women's moguls », sur fis-ski.com (consulté le 26 août 2020)
73. ↑  (en) « Are (SWE) World Cup - Women's aerials », sur fis-ski.com (consulté le 26 août 2020)
74. ↑  (en) « Are (SWE) World Cup - Women's combined », sur fis-ski.com (consulté le 26 août 2020)
75. ↑  (en) « Suomu (FIN) World Cup - Women's acro », sur fis-ski.com (consulté le 26 août 2020)
76. ↑  (en) « Suomu (FIN) World Cup - Women's moguls », sur fis-ski.com (consulté le 26 août 2020)
77. ↑  (en) « Suomu (FIN) World Cup - Women's aerials », sur fis-ski.com (consulté le 26 août 2020)
78. ↑  (en) « Suomu (FIN) World Cup - Women's combined », sur fis-ski.com (consulté le 26 août 2020)